# Ampang
Ampang is een bestuurslaag in het regentschap Padang van de provincie West-Sumatra, Indonesië. Ampang telt 6052 inwoners (volkstelling 2010).